# Pedro Tragter
Pedro Tragter (Epse, 10 juli 1968) is een Nederlandse motorcrossrijder die in begin jaren 90 veel successen boekte in de 125cc-klasse. 

## Biografie
Tragter begon te racen voor Honda maar boekte vooral succes voor Suzuki. Hij werd viermaal derde in het wereldkampioenschap 125 cc en won de titel in 1993. In 1995 kwam hij kortstondig uit in de 250cc-klasse voor hij overstapte naar enduro.
In 2009 kwam hij in opspraak toen hij met samen zijn vader voor eigen rechter speelde in een schuldkwestie met een familielid. Beiden werden gearresteerd en hij werd veroordeeld tot een boete. In 2011 ging zijn bedrijf Tragter Racing failliet.

## Palmares
- 1988 - 3e, 125 cc WK - Honda
- 1991 - 3e, 125 cc WK - Suzuki
- 1992 - 3e, 125 cc WK - Suzuki
- 1993 - wereldkampioen 125 cc WK - Suzuki
- 1994 - 3e, 125 cc WK - Suzuki
- 1995 - 6e, 250 cc WK - Suzuki[2]
- 8 keer Nederlands kampioen in de 125 en 250 cc
- 2001 en 2002: Nederlands kampioen Enduro 125cc[3]